# Michaela Bercu
Michaela Bercu (ur. 31 marca 1967 roku w Tel Awiwie) – izraelska modelka pochodzenia rumuńskiego.
Jedna z najwyższych modelek w branży. Karierę modelki rozpoczęła gdy miała 13 lat w 1980 roku. Dwa lata później podpisała pierwszy międzynarodowy kontrakt z paryskim oddziałem Elite. Tam dostrzeżono jej potencjał. W ciągu zaledwie kilku sezonów pracy w Paryżu wzięła udział w licznych kampaniach reklamowych, m.in. Revlon, Andrew Marc, Bloomingdale's, Blumarine, Lord & Taylor. Międzynarodowy sukces przypieczętowała sesja zdjęciowa dla listopadowego numeru amerykańskiej edycji miesięcznika o modzie Vogue w 1988 roku. Dzięki temu podpisała kolejne kontrakty z agencjami w: Nowym Jorku, Mediolanie i Londynie. Oprócz Vogue'a pojawiała się również na okładkach międzynarodowych edycji: Cosmopolitan, Elle, Madame Figaro, Glamour. Przez wiele lat prezentowała na wybiegu kreacje francuskiego projektanta mody Christiana Lacroix.
W połowie lat 90. wróciła do Izraela. Obecnie mieszka w Tel Awiwie.